# Scherzo núm. 4 (Chopin)
El Scherzo núm. 4 en mi major, op. 54, és una obra per a piano composta per Frédéric Chopin el 1842; és el quart i darrer dels seus scherzi.
Chopin probablement va escriure l'Scherzo en mi major durant l'estiu de 1842. El 15 de desembre del mateix any, el músic en va proposar la publicació a l'editor alemany habitual, Breitkopf & Härtel, i va sol·licitar un pagament de 500 francs. La casa editorial de Leipzig el va publicar l'any següent, mentre que Schlesinger ho va fer a París, i Wessel a Londres no en va treure una edició fins al 1845. La dedicatòria està adreçada a dues alumnes: a Jeanne de Caraman a la pàgina autògrafa i per a la versió alemanya, i a Clotilde de Caraman per a la versió francesa.
A diferència dels tres scherzi precedents (op. 20, op. 31, op. 39), la tonalitat de mi major és més tranquil·la tot i que l'obra posseeix alguns moments excepcionalment apassionats i dramàtics. L'scherzo inicialment té l'estructura de rondó sonata; en el trio passa a do sostingut menor i es basa en una cançó popular de Polònia. És l'únic dels quatre scherzi de Chopin que la tonalitat principal està en mode major.
Aquest scherzo és el més llarg dels quatre, tant en temps (al voltant de 8-10 minuts) com en la quantitat de compassos (més de 960).